# 向坝乡
向坝乡，是中华人民共和国湖北省十堰市竹溪县下辖的一个乡镇级行政单位。

## 行政区划
向坝乡下辖以下地区：
高泉村、向坝村、五丰村、金竹村、花柳凸村、二坪村、胜丰村、裕丰村和岔河村。